# Melaloncha ronnai
Melaloncha ronnai är en tvåvingeart som beskrevs av Borgmeier 1935. Melaloncha ronnai ingår i släktet Melaloncha och familjen puckelflugor. Inga underarter finns listade i Catalogue of Life.